# (500574) 2012 UD79
(500574) 2012 UD79 es un asteroide perteneciente al cinturón de asteroides descubierto el 21 de septiembre de 1995 por el equipo del Spacewatch desde el Observatorio Nacional de Kitt Peak, Arizona, Estados Unidos.

## Designación y nombre
Designado provisionalmente como 2012 UD79.

## Características orbitales
2012 UD79 está situado a una distancia media del Sol de 3,100 ua, pudiendo alejarse hasta 3,592 ua y acercarse hasta 2,608 ua. Su excentricidad es 0,158 y la inclinación orbital 4,361 grados. Emplea 1994,19 días en completar una órbita alrededor del Sol.

## Características físicas
La magnitud absoluta de 2012 UD79 es 16,8. 